# Rozea pterogonioides
Rozea pterogonioides är en bladmossart som beskrevs av Georg Friedrich von Jaeger 1878. Rozea pterogonioides ingår i släktet Rozea och familjen Entodontaceae. Inga underarter finns listade i Catalogue of Life.